# باشگاه فوتبال ویل
باشگاه فوتبال ویل ۱۹۰۰ (انگلیسی: FC Wil) یک باشگاه فوتبال مستقر در ویل، سنت گالن است. این باشگاه از زمان صعود مجدد در سال ۱۹۹۲، به غیر از دو فصل حضور در سوپر لیگ فوتبال سوئیس، بین سال‌های ۲۰۰۲ و ۲۰۰۴، پیوسته در لیگ چلنج فوتبال سوئیس، سطح دوم فوتبال سوئیس، بازی کرده‌است.